# Mówili
Mówili – utwór polskiego rapera Malika Montany, wydany w maju 2018 roku, pochodzący z albumu Tijara.
Nagranie uzyskało status podwójnej platynowej płyty (2020). Utwór zdobył ponad 42 milionów wyświetleń w serwisie YouTube (2023) oraz ponad 19 milionów odsłuchań w serwisie Spotify (2023).
Utwór został wyprodukowany przez Newlight$ i Michała Graczyka. Tekst utworu został napisany przez Malika Montanę.

## Twórcy
- Malik Montana – słowa[1][2]
- Malik Montana – tekst[1][2]
- Newlight$, Michał Graczyk – producent[1]